# Bougarber
Bougarber es una comuna francesa de la región de Aquitania en el departamento de Pirineos Atlánticos. Se ubica a unos quince kilómetros al norte de Pau.
El topónimo Bougarber fue mencionado por primera vez en el año 1385con el nombre de Borc-Garber.

## Demografía
| 345 | 360 | 458 | 381 | 441 | 461 | 425 | 398 | 375 | 388 | 378 | 384 | 351 | 364 | 377 | 360 | 332 | 314 | 345 | 300 | 288 | 258 | 292 | 295 | 289 | 273 | 372 | 376 | 403 | 469 | 600 | 650 | 683 |
| Para los censos de 1962 a 1999 la población legal corresponde a la población sin duplicidades (Fuente: INSEE [Consultar]) |     |     |     |     |     |     |     |     |     |     |     |     |     |     |     |     |     |     |     |     |     |     |     |     |     |     |     |     |     |     |     |     |